# سيدي أحمد أو موسى (قرية)
سيدي أحمد أو موسى هي قرية أمازيغية مغربية وجماعة قروية وسط غربي المغرب. تنتمي سيدي احمد أو موسى لإقليم تيزنيت على الساحل الأطلسي. تضم هذه الجماعة القروية 4.256 نسمة (إحصاء رسمي 2004).

## التسمية
بعد وفاة سيدي أحمد أو موسى عام 1563، تم بناء ضريح له في الزاوية في القرية التي تحمل اسمه.